# Sjkanjok
Sjkanjok är en sjö i Arvidsjaurs kommun i Lappland och ingår i Piteälvens huvudavrinningsområde. Sjön har en area på 0,137 kvadratkilometer och ligger 317,1 meter över havet.

## Delavrinningsområde
Sjkanjok ingår i det delavrinningsområde (732947-166234) som SMHI kallar för Mynnar i Iggejaure. Medelhöjden är 346 meter över havet och ytan är 27,93 kvadratkilometer. Det finns inga avrinningsområden uppströms utan avrinningsområdet är högsta punkten. Kruokejåkkå som avvattnar avrinningsområdet har biflödesordning 4, vilket innebär att vattnet flödar genom totalt 4 vattendrag innan det når havet efter 146 kilometer. Avrinningsområdet består mestadels av skog (82 procent) och sankmarker (15 procent). Avrinningsområdet har 0,47 kvadratkilometer vattenytor vilket ger det en sjöprocent på 1,7 procent.